# 주바 항공
주바 항공은 소말리아의 항공사다. 1998년 캘거리에 근거를 둔 소말리인 사업가 사이드 누르 카일리에(Said Nur Qailie)에 의해 세워졌다. 원래 모가디슈의 아덴 아데 국제공항에 본사를 두었으나 현재는 나이로비로 옮겼다. 아덴 아데 국제공항과 하르게이사 국제공항을 허브 공항으로 삼고 있다.